# J. F. Lawton

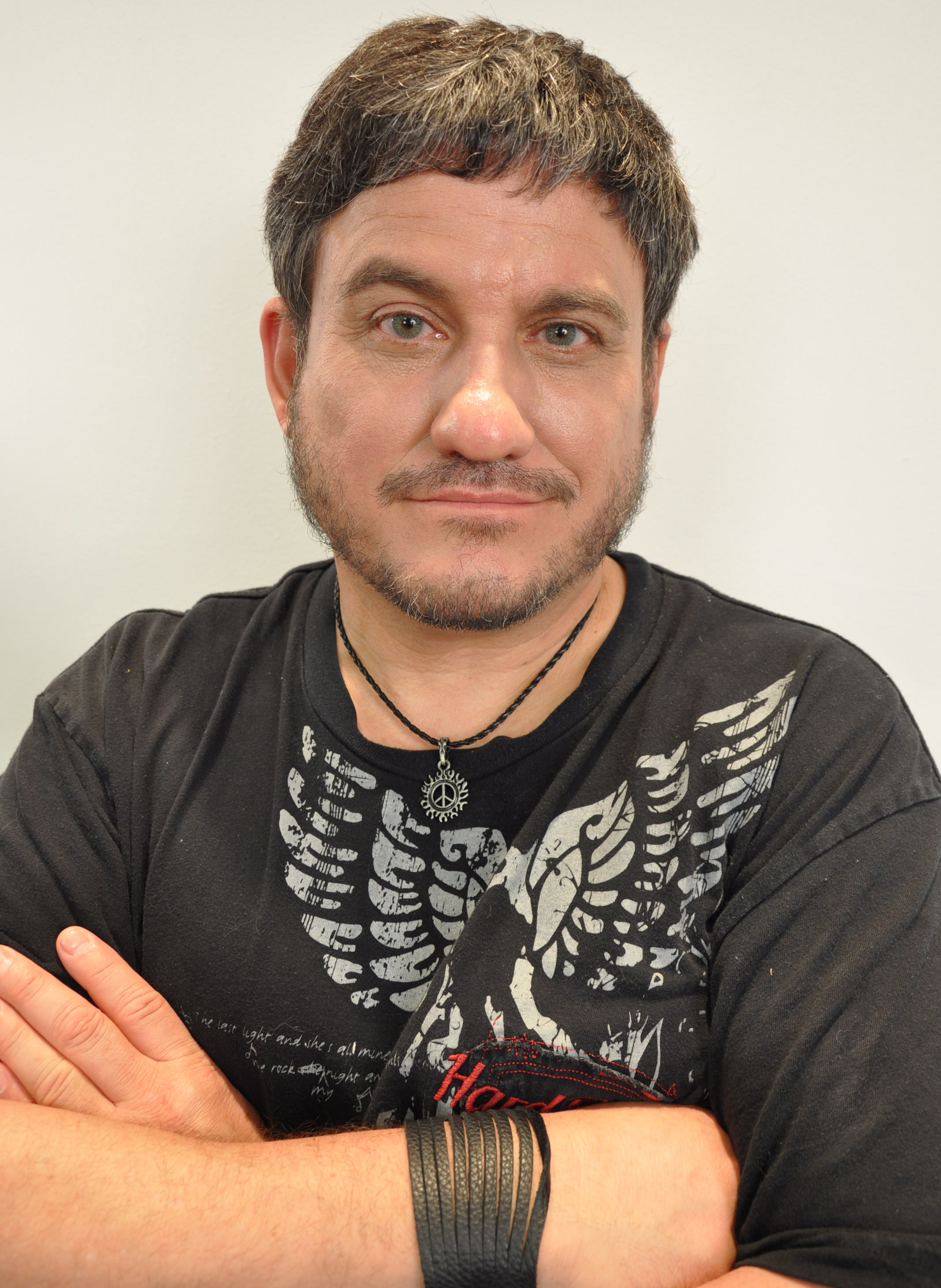
J. F. Lawton (2009)

Jonathan Frederick Lawton (* 11. August 1960 in Riverside, Kalifornien) ist ein US-amerikanischer Drehbuchautor, Filmregisseur sowie -produzent. 
Sein Debüt als Drehbuchautor wie Regisseur gab Lawton 1989 mit dem Film Kannibalinnen im Avocado-Dschungel des Todes, den er unter der Verwendung des Pseudonyms J.D. Athens drehte. Ein Jahr später entstand die Filmkomödie Pretty Woman, zu der er das Drehbuch verfasste. Hierfür wurde Lawton für den British Academy Film Award nominiert. 1991 entstand mit Pizza Man sein zweiter Spielfilm als Regisseur, 1995 drehte er The Hunted – Der Gejagte mit Christopher Lambert in der Hauptrolle.
Weitere bekannte Filme, für die er das Drehbuch verfasste sind Alarmstufe: Rot (1992), Außer Kontrolle (1996) sowie die Videospielverfilmung D.O.A. – Dead or Alive (2006). 2008 inszenierte er mit Jackson einen weiteren Spielfilm, auch hierfür war er als Drehbuchautor aktiv.
Außerdem war Lawton der Ausführende Produzent der Fernsehserie V.I.P. – Die Bodyguards, für die er auch zahlreiche Drehbücher schrieb und einige Episoden inszenierte.

## Filmografie (Auswahl)

### Als Drehbuchautor
- 1989: Kannibalinnen im Avocado-Dschungel des Todes (Cannibal Women in the Avocado Jungle of Death)
- 1990: Pretty Woman
- 1991: Mistress – Die Geliebten von Hollywood (Mistress)
- 1992: Alarmstufe: Rot (Under Siege)
- 1994: Blankman
- 1995: The Hunted – Der Gejagte (The Hunted)
- 1996: Außer Kontrolle (Chain Reaction)
- 2006: D.O.A. – Dead or Alive (DOA: Dead or Alive)

### Als Regisseur
- 1989: Kannibalinnen im Avocado-Dschungel des Todes (Cannibal Women in the Avocado Jungle of Death)
- 1995: The Hunted – Der Gejagte (The Hunted)
- 2008: Jackson